# Jesús Cabezas
Jesús Cabezas Jiménez (Motril, Granada, 1955) es un médico, poeta y escritor español.

## Biografía
Cursó sus primeros estudios en el colegio de San Agustín, y más tarde el Bachillerato
en el entonces Instituto Técnico (hoy IES Julio Rodríguez), de su ciudad natal. En 1979
se licenció en Medicina y Cirugía en la Universidad de Granada. Ha ejercido su
profesión en el Servicio de Urgencias del Hospital Santa Ana de Motril, ciudad donde
ha vivido la mayor parte de su vida, compaginando su trabajo asistencial con la
creación literaria.

## Trayectoria
Como poeta se da a conocer a partir de la década de los ochenta, del siglo pasado, con
Poemario de ausencias, libro inicial en el que José Martín Recuerda
encuentra remembranzas de Machado. Años más tarde publica Camino de las Cañas (1992), y otros poemarios (A voz en grito, 1994; Enseñanza primaria, 1999; Pequeñas verdades, 2003) en los que se va perfilando un estilo propio donde prevalecen el territorio natal y unos recuerdos nostálgicos de la infancia que contrastan con la realidad del presente. José Lupiáñez subraya que al poeta “le interesa actualizar permanentemente sus recuerdos, evocarlos, añorarlos, apresarlos, repensarlos, para que no se pierda la memoria del hombre que es, desde que tiene conciencia de su
condición; es decir, desde la infancia, desde la edad dorada... De ahí que el desarrollo de su poética justifique el protagonismo de la nostalgia como fuerza generadora de sus mejores hallazgos”. El poeta Luis García Montero defiende que:

"La poesía de Jesús Cabezas Jiménez brota como una genealogía de la memoria". Y alude a "un ejercicio de memoria que establece la geografía de la intimidad. Reconoce una ciudad mestiza, incrédula, ingrata con sus hijos y con los visitantes, pero dueña de un aire propio, insustituible, de una luz y un color azul que llenan de salitre la distancia y se apodera del sentimiento: y a veces me traiciona. / Y con frecuencia se olvida de mí, / y vuelve su cara para otro lado / cuando me acerco a ella. / Y regresa también con su luz y su aire cálido / dispuesta a hacer las paces, / y me ofrece sus enardecidas primaveras" 

Por su parte, el crítico Francisco García Morón subraya el sentido humanista de su poesía y afirma que la idea que resume su poética se asienta en “la palabra franca, abierta, veraz y dialógica: en versos suyos, la sagrada veracidad / de la palabra”.

En el ámbito de la investigación y del ensayo literario, ha dedicado los últimos años de
su vida a estudiar y recuperar rincones y personajes de su ciudad recogidos en dos
amplias obras: Sólo nos queda el recuerdo. Guía sentimental y literaria de Motril,
(2010), obra monumental que es una auténtica enciclopedia del siglo XX motrileño, y Luciérnagas en el olvido. Breve diccionario de escritores motrileños contemporáneos (2013).

Es, asimismo, autor de un Diccionario casi médico de la provincia de Granada (1996),
desenfadado estudio de campo a caballo entre la lexicografía vernácula y la
antropología sociocultural.

## Publicaciones
Poesía
- Poemario de ausencias (Prólogo de  José Martín Recuerda. Dibujos del autor. Ayuntamiento de Motril, Motril, 1987)[7]
- Camino de las Cañas.(Prólogo de José Martín Recuerda. Dibujos del autor. Edición del Colegio Oficial de Ayudantes Técnicos Sanitarios, Granada, 1992)
- A voz en grito (Prólogo de Ángel Cobo Rivas. Publicaciones de la Antigua Imprenta Sur, Málaga, 1994)[8][9]
- Enseñanza primaria (Prólogo de José Lupiáñez. Asukaría Mediterránea Ediciones, Motril, 1999) ISBN 84-89685-25-8[3]
- Pequeñas verdades (Prólogo de Luis García Montero. Editorial Alhulia, Salobreña, 2003) ISBN 84-96083-01-2[10]
- Los recodos de la memoria, Álbum de familia (Prólogo de José Luis García Herrera. Editorial Alhulia, Salobreña, 2017) ISBN 978-84-947546-7-8[11][12]
- Soy quien no acerté a ser (Antología imperfecta) (Prólogo de Juan José Cuenca López. Edición de la Asociación Francisco Javier de Burgos, Motril,  2019) ISBN 978-84-09-15461-6[13][14]
- Camino de las Cañas. Segunda edición conmemorativa del 30 aniversario de su publicación. Prólogo de José Martín Recuerda. Portada de Mª del Mar Aragón Esteban (Puerta de Granada Ediciones, 2022) ISBN 978-84-122635-2-7
- La carcoma recurrente del pasado. Prólogo de Gracia Morales. Comentarios de José Antonio Pulido (Palabras Mayores, Editorial Alhulia, 2024) ISBN 978-84-129152-1-1 [15]

Ensayo
- Diccionario casi médico de la provincia de Granada (Prólogo de José García Ladrón de Guevara. Asukaría Mediterránea Ediciones, Motril, 1996) ISBN 84-89085-00-2 [16]
- Diccionario casi médico de la provincia de Granada (Prólogo de Miguel Ávila Cabezas. Editorial Alhulia, Salobreña, 2003) ISBN 84-96083-15-2
- Sólo nos queda el recuerdo. Guía sentimental y literaria de Motril (Prólogo de Manuel Domínguez García. Editorial Alhulia, Salobreña, 2010) ISBN 978-84-92593-93-4[6][17][18]
- Luciérnagas en el olvido. Breve diccionario de escritores motrileños contemporáneos. Prólogo de Amelina Correa Ramón. (Editorial Alhulia, Salobreña, 2013) ISBN 978-84-15897-93-4[19]

Memorias
- El tiempo resucitado (Editorial Alhulia, Salobreña, 2022) ISBN 978-84-125208-2-8[20][21]

Antologías poéticas en las que participa
- Antología de la joven poesía motrileña (Edición del Ayuntamiento de Motril, 1986)
- Anuario de Estudios Motrileños (Prólogo del Grupo de Estudios Motrileños. Edición del Ayuntamiento de Motril, 1986)
- Cantos del Sur (Edición del Ayuntamiento de Motril, 1989)
- Antología de Poetas Motrileños (1980-1992) (Prólogo, selección y notas de Francisco García Morón. Edición del Ayuntamiento de Motril, 1993)
- Semillas. Caja de poemas (Prólogo de Isabel Martínez de Roda. Edición, composición y grabados de Ángel Ramazzi, Motril, 1996) ISBN 84-605-5567-4
- Antología lírica del mar (Prólogo y coordinación de Miguel Ávila Cabezas. Edición del Ayuntamiento de Motril, 2000) ISBN 84-88191-39-1
- Versos para un fin de milenio (Prólogo y coordinación de Miguel Ávila Cabezas. Palabras preliminares de Francisco Gil Craviotto y de Francisco Plata. Edición del Ayuntamiento de Motril, 2001) ISBN 84-88191-43-X
- Poemas (Revista Pliegos de Yuste. Cuacos de Yuste (Cáceres), mayo de 2005)[22]
- 30 poetas ante el espejo lorquiano (Grabados de Mariangustias Mellado Suárez. Edición de la Diputación Provincial de Granada, 2015)
- Quiso el mar romper la brújula. Medio siglo de la poesía motrileña actual (Coordinación y selección de Juan José Castro Martín. Portada de M.ª del Mar Aragón Esteban. Puerta Granada Ediciones. Motril, 2020) ISBN 978-84-122635-0-3
- Humuvia (Editorial Alhulia, Salobreña, 2023) ISBN 978-84-127735-8-3

## Premios y reconocimientos
- Primer Premio de Poesía Villa de Salobreña (Salobreña, Granada, 1983).
- Segundo Premio de Poesía Villa de Salobreña (Salobreña, Granada, 1997).
- Primer Premio de Poesía en el IV Certamen de Poesía Ciudad de Órgiva (Órgiva, Granada, 2001).[23]
- Medalla de Oro de la Ciudad de Motril (Ayuntamiento de Motril, 28 de febrero de 2019).[24][25]